# Spieskappel (Frielendorf)
Spieskappel ist ein Ortsteil der Gemeinde Frielendorf im nordhessischen Schwalm-Eder-Kreis.
Das Dorf liegt südlich des nur wenig entfernten Hauptortes mitten im Knüllgebirge in Nordhessen am Ohebach. Im Westen verläuft die Bundesstraße 254.

## Geschichte
Die älteste bekannte schriftliche Erwähnung von Spieskappel erfolgte unter dem Namen Cappel im Jahr 1197. Im Jahr 1585 erschien es als Spiscappell erstmals seinem heutigen Namen und später mit wechselnder Schreibweise (Spiscappell, Spißcappel, Spiescappel, Spieskappel).
Vom Kloster Spieskappel, das von 1143 bis 1497 bestand, ist die Basilika noch erhalten, die heute als evangelische Kirche St. Johannes der Täufer genutzt wird.
Zum 1. Januar 1974 wurden im Zuge der Gebietsreform in Hessen kraft Landesgesetz die beiden Großgemeinden Frielendorf und Grenzebach (das sich am 31. Januar 1971 aus den Gemeinden Leimsfeld, Obergrenzebach und Schönborn gebildet hatte) mit den bisher selbständig gebliebenen Gemeinden Allendorf, Großropperhausen, Leuderode, Spieskappel und Verna zu einer wiederum neuen Großgemeinde Frielendorf zusammengeschlossen. Sitz der Gemeindeverwaltung wurde  Frielendorf. Für die ehemals eigenständigen Gemeinden von Frielendorf wurde je ein Ortsbezirk mit Ortsbeirat und Ortsvorsteher nach der Hessischen Gemeindeordnung gebildet.

## Bevölkerung

### Einwohnerstruktur 2011
Nach den Erhebungen des Zensus 2011 lebten am Stichtag, dem 9. Mai 2011, in Spieskappel 585 Einwohner. Darunter waren 6 (1,0 %) Ausländer. Nach dem Lebensalter waren 108 Einwohner unter 18 Jahren, 243 zwischen 18 und 49, 132 zwischen 50 und 64 und 102 Einwohner waren älter. Die Einwohner lebten in 249 Haushalten. Davon waren 60 Singlehaushalte, 66 Paare ohne Kinder und 90 Paare mit Kindern, sowie 27 Alleinerziehende und 3 Wohngemeinschaften. In 39 Haushalten lebten ausschließlich Senioren und in 171 Haushaltungen lebten keine Senioren.

### Einwohnerentwicklung
| Quelle: Historisches Ortslexikon |                                      |
| • 1537:                          | 21 Hausgesesse                       |
| • 1585:                          | 19 Hausgesesse                       |
| • 1639:                          | 9 hausgesessene Männer, zwei Witwen. |
| • 1681:                          | 22 Hausgesesse, fünf Ausschuss       |
| • 1749:                          | 26 Haushaltungen, 131 Einwohner      |

| Spieskappel: Einwohnerzahlen von 1834 bis 2017 | Spieskappel: Einwohnerzahlen von 1834 bis 2017 | Spieskappel: Einwohnerzahlen von 1834 bis 2017 | Spieskappel: Einwohnerzahlen von 1834 bis 2017 | Spieskappel: Einwohnerzahlen von 1834 bis 2017 |
| --- | ---------------------------------------------- | ---------------------------------------------- | ---------------------------------------------- | ---------------------------------------------- |
| Jahr |                                                |                                                |                                                | Einwohner                                      |
| 1834 | 1834                                           |                                                | 413                                            | 413                                            |
| 1840 | 1840                                           |                                                | 428                                            | 428                                            |
| 1846 | 1846                                           |                                                | 476                                            | 476                                            |
| 1852 | 1852                                           |                                                | 455                                            | 455                                            |
| 1858 | 1858                                           |                                                | 427                                            | 427                                            |
| 1864 | 1864                                           |                                                | 411                                            | 411                                            |
| 1871 | 1871                                           |                                                | 404                                            | 404                                            |
| 1875 | 1875                                           |                                                | 407                                            | 407                                            |
| 1885 | 1885                                           |                                                | 411                                            | 411                                            |
| 1895 | 1895                                           |                                                | 415                                            | 415                                            |
| 1905 | 1905                                           |                                                | 423                                            | 423                                            |
| 1910 | 1910                                           |                                                | 503                                            | 503                                            |
| 1925 | 1925                                           |                                                | 594                                            | 594                                            |
| 1939 | 1939                                           |                                                | 626                                            | 626                                            |
| 1946 | 1946                                           |                                                | 937                                            | 937                                            |
| 1950 | 1950                                           |                                                | 936                                            | 936                                            |
| 1956 | 1956                                           |                                                | 827                                            | 827                                            |
| 1961 | 1961                                           |                                                | 697                                            | 697                                            |
| 1967 | 1967                                           |                                                | 691                                            | 691                                            |
| 1980 | 1980                                           |                                                | ?                                              | ?                                              |
| 1990 | 1990                                           |                                                | ?                                              | ?                                              |
| 2000 | 2000                                           |                                                | ?                                              | ?                                              |
| 2011 | 2011                                           |                                                | 585                                            | 585                                            |
| 2017 | 2017                                           |                                                | 602                                            | 602                                            |
| Datenquelle: Historisches Gemeindeverzeichnis für Hessen: Die Bevölkerung der Gemeinden 1834 bis 1967. Wiesbaden: Hessisches Statistisches Landesamt, 1968. Weitere Quellen: LAGIS; Gemeinde Frielendorf, Zensus 2011 |                                                |                                                |                                                |                                                |

### Historische Religionszugehörigkeit
| Quelle: Historisches Ortslexikon |                                                                       |
| • 1861:                          | 415 evangelisch-reformierte Einwohner.                                |
| • 1885:                          | 410 evangelische (= 99,76 %), einen katholischen (= 0,24 %) Einwohner |
| • 1961:                          | 643 evangelische (= 92,25 %), 44 katholische (= 6,31 %) Einwohner     |

### Historische Erwerbstätigkeit
| • 1749: | drei Schneider, zwei Schreiner, fünf Leineweber, ein Schmied, zwei Wagner, ein Maurer, zwei Müller                                    |
| • 1838  | Familien: 28 Ackerbau, 26 Gewerbe, 27 Tagelöhner                                                                                      |
| • 1961  | Erwerbspersonen: 102 Land - und Forstwirtschaft, 151 produzierendes Gewerbe, 27 Handel und Verkehr, 26 Dienstleistungen und Sonstiges |

## Politik
Für Spieskappel besteht ein Ortsbezirk (Gebiete der ehemaligen Gemeinde Spieskappel) mit Ortsbeirat und Ortsvorsteher nach der Hessischen Gemeindeordnung. Der Ortsbeirat besteht aus fünf Mitgliedern.
Bei den Kommunalwahlen in Hessen 2021 betrug die Wahlbeteiligung zum Ortsbeirat Spieskappel 48,4 %. Alle Kandidaten gehörten der Liste „Gemeinsam für Spieskappel“ an. Der Ortsbeirat wählte Thorsten Baar zum Ortsvorsteher.